# Suzanne Mizzi
Suzanne Mizzi (Malta, 1 de dezembro de 1967 - Hackney, 22 de maio de 2011) foi uma modelo de Malta.
Conhecida como "Page 3 Girl", pois na década de 1980 a modelo era constantemente tema de matéria do tablóide Page 3, da Inglaterra. Foi a garota propaganda de uma linha de lingerie da cadeia de lojas Dorothy Perkins.
Morreu em maio de 2011 em virtude de um câncer no ovário.